# Leioproctus rufiventris
Leioproctus rufiventris är en biart som först beskrevs av Maximilian Spinola 1851.  Leioproctus rufiventris ingår i släktet Leioproctus och familjen korttungebin. Inga underarter finns listade i Catalogue of Life.